# Uno più uno fa mille
Uno più uno fa mille è una canzone scritta da Daniele Coro e Federica Camba. È il secondo singolo estratto dal primo album di Federica Camba, Magari oppure no.

## Il brano
Il brano è stato reso disponibile come singolo per l'airplay radiofonico a partire dal 28 maggio 2010.

## Il video
Il 25 giugno 2010 il video della canzone è stato reso disponibile sul sito del TGCOM. Girato da Gaetano Morbioli, mostra Federica mentre interpreta le sensazioni del brano in modo molto semplice. Nel suo percorso i personaggi che incontra rappresentano le opportunità, ma anche gli intrecci che la vita ci riserva.
Il video è entrato in rotazione televisiva il 28 giugno 2010.